# Mesocinetus ovatus
Mesocinetus ovatus  (лат.) — ископаемый вид жуков рода Mesocinetus из вымершего семейства Mesocinetidae (надсемейство Scirtoidea). Обнаружены в нижнемеловых отложениях Центральной Азии (Ундурга, Turga Formation, Hauterivian, около 130 млн лет; Читинская область, Россия).
Тело мелкого размера (длина около 5,2 мм), длина надкрылий 4,2 мм (ширина 1,5 мм). 
Переднеспинка спереди выпуклая, мезококсы соприкасающиеся, скошенные метакоксы почти достигают задний край 1-го вентрита; бедерные покрышки метакокс узкие.
Вид был впервые описан по отпечаткам в 1990 году российским энтомологом Александром Георгиевичем Пономаренко (Палеонтологический институт РАН, Москва, Россия).
- Mesocinetus Kirejtshuk & Ponomarenko, 2010